# بوینووو
بوینووو (به لهستانی:  Bujnowo) یک روستا در لهستان است که در گمینا وشکی واقع شده‌است.